# ハリソン郡 (ウェストバージニア州)
ハリソン郡（英: Harrison County）は、アメリカ合衆国ウェストバージニア州の郡である。人口は6万5921人（2020年）。郡庁所在地はクラークスバーグであり、同郡で人口最大の都市である。ハリソン郡は1784年に設立された。
ハリソン郡はクラークスバーグ都市圏に属している。

## 歴史
ハリソン郡は1784年にモノンガリア郡から分離して設立された。郡名はバージニア州知事を務めたベンジャミン・ハリソン5世に因んで名付けられた。ハリソンは第9代アメリカ合衆国大統領ウィリアム・ハリソンの父であり、第23代大統領ベンジャミン・ハリソンの曾祖父である。
ハリソン郡委員会の初会合は1784年7月20日、ジョージ・ジャクソンの家で開催された。最初の仕事の1つは恒久的な郡庁所在地を選定することだった。郡庁はクラークスバーグに移すことが決められた。1773年、デイビッド・ダビソンがクラークスバーグとなった場所を所有権登記していた。この町は探検家のジョージ・ロジャース・クラークに因んで名付けられており、1785年10月にバージニア州議会によって認証され、1795年には法人化された。
クラークスバーグ初の新聞である「ザ・バイ・スタンダー」は1810年に発刊された。ウィンチェスターとパーカーズバーグを繋ぐノースウェスタン・ターンパイクが建設されると、クラークスバーグは成長を始めた。この道路は1836年にクラークスバーグまで延伸された。1856年にはボルチモア・アンド・オハイオ鉄道が開通して、クラークスバーグの経済発展が加速された。この鉄道は、1800年代末と1900年代初期に地域石炭鉱業の発展に貢献した。

## 地理
アメリカ合衆国国勢調査局に拠れば、郡域全面積は417平方マイル (1,080.0 km2)であり、このうち陸地416平方マイル (1,077.4 km2)、水域は1平方マイル (2.6 km2)で水域率は0.13%である。郡内の水はウェストフォーク川とその支流であるテンマイル・クリーク、シンプソン・クリーク、エルク・クリーク、ハッカーズ・クリークに流れている。

### 主要高規格道路
| - 州間高速道路79号線 - アメリカ国道19号線 - アメリカ国道50号線 - ウェストバージニア州道20号線 - ウェストバージニア州道23号線 | - ウェストバージニア州道57号線 - ウェストバージニア州道58号線 - ウェストバージニア州道66号線 - ウェストバージニア州道98号線 - ウェストバージニア州道131号線 - ウェストバージニア州道270号線 |

### 隣接する郡
- マリオン郡 - 北
- テイラー郡、バーバー郡 - 東
- アップシャー郡 - 南東
- ルイス郡 - 南
- ドッドリッジ郡 - 西
- ウェッツェル郡 - 北西

## 人口動態
以下は2000年国勢調査による人口統計データである。
| 基礎データ - 人口: 68,652人 - 世帯数: 27,867 世帯 - 家族数: 19,088 家族 - 人口密度: 64人/km2（165人/mi2） - 住居数: 31,112軒 - 住居密度: 29軒/km2（75軒/mi2） 人種別人口構成 - 白人: 96.55% - アフリカン・アメリカン: 1.61% - ネイティブ・アメリカン: 0.15% - アジア人: 0.59% - 太平洋諸島系: 0.03% - その他の人種: 0.21% - 混血: 0.86% - ヒスパニック・ラテン系: 0.96% 年齢別人口構成 - 18歳未満: 23.1% - 18-24歳: 8.3% - 25-44歳: 27.5% - 45-64歳: 24.5% - 65歳以上: 16.6% - 年齢の中央値: 39歳 - 性比（女性100人あたり男性の人口） - 総人口: 91.8 - 18歳以上: 88.2 | 世帯と家族（対世帯数） - 18歳未満の子供がいる: 29.7% - 結婚・同居している夫婦: 53.3% - 未婚・離婚・死別女性が世帯主: 11.4% - 非家族世帯: 31.5% - 単身世帯: 27.7% - 65歳以上の老人1人暮らし: 13.2% - 平均構成人数 - 世帯: 2.42人 - 家族: 2.94人 収入と家計 - 収入の中央値 - 世帯: 30,562米ドル - 家族: 36,870米ドル - 性別 - 男性: 30,721米ドル - 女性: 22,110米ドル - 人口1人あたり収入: 16,810米ドル - 貧困線以下 - 対人口: 17.2% - 対家族数: 13.6% - 18歳未満: 24.1% - 65歳以上: 9.4% |

## 都市と町

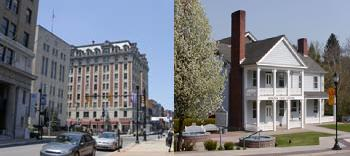
クラークスバーグのメインストリート（左）、ブリッジポートのベネダム市民会館

### 法人化市と町
市
- ブリッジポート
- クラークスバーグ - 郡庁所在地
- セイラム
- シンストン
- ストーンウッド

町
- アンムーア
- ロストクリーク
- ランバーポート
- ナッターフォート
- ウェストミルフォード

CDP
- デスパード
- エンタープライズ

次のリストは郡内の未編入町であるが、これで全てではない。
- アーリントン
- ジプシー
- ジムタウン
- グレンフォールズ

### チャールズポイント基本計画都市
ブリッジポート市ではバージニア州初の基本計画都市であるチャールズポイントが現在建設中である。広さ1,700エーカー (6.9 km2) の1つの町に、商業施設、住宅地、レクリエーション地域が組み合わされる予定である。これに隣接して2億7,800万米ドルを掛け、最新式の医療機関であるユナイテッド・ホスピタル・センターも建設中である。このセンターとは通り向かいに企業団地のホワイトオークスが計画され、新病院を支援することになる。またその近くにはFBIのCJIS複合施設も建設される。州間高速道路79号線の州内にある部分は「ハイテク回廊」に属すると考えられている。

## 歴史的な建造物

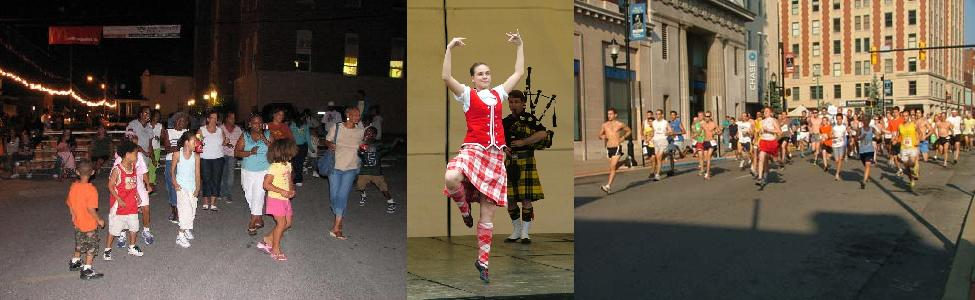
クラークスバーグで開かれるウェストバージニア黒人文化遺産祭（左）、ブリッジポートで開かれるスコットランド祭とケルト集会（中央）、クラークスバーグで開かれるウェストバージニアイタリア文化遺産祭

- シンプソン・クリーク屋根付橋
- フレッチャー屋根付橋
- オーク・マウンド
- ケリー・ミラー高校
- ウォルドモア